# Тбілат

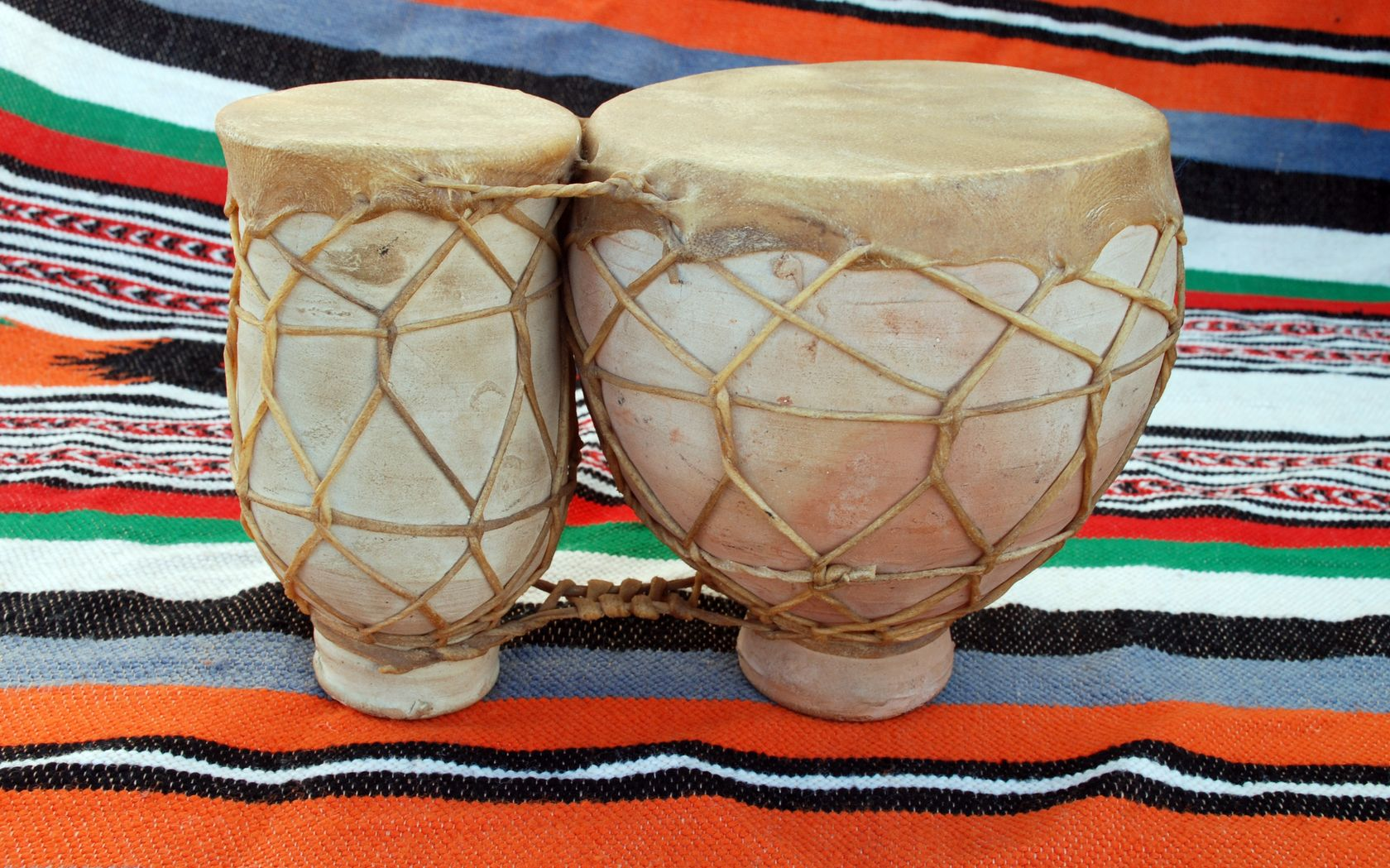
Тбілат

Тбілат (тамтам) — традиційний марокканський ручний ударний інструмент, схожий на бонґо і таблу. Складається з двох керамічних барабанів. 

## Історія
Інструмент знаходили у релігійних братств Хал-туату Мекнес, Аїссава, та груп жінок під назвою Мальма в Марокко.

## Опис
Тбілат складається з пари декорованих керамічних барабанів, один із яких більший за другий. Мембрану виготовляють із козячої або бичої шкіри і розтягують заплетеними кишковими шнурками. Цей мембранофон розміщують між ніг і грають обома руками.
Тбілат часто називають «тамтам» або просто «барабани з глиняного горшика». Вони мають щільний чіткий звук, схожий на бонґо, але з глибшою тональністю.